# Phiala venusta
Phiala venusta is een vlinder uit de familie van de Eupterotidae. De wetenschappelijke naam van de soort is voor het eerst voorgesteld als Dasychira venusta door Francis Walker in een publicatie uit 1865.
De soort komt voor in Sierra Leone, Burkina Faso, Kameroen en Gabon.